# Karoly Huber
Karoly Huber (Variaș, 1 de julio de 1828 - Budapest, 19 de diciembre de 1885) fue un compositor germano-húngaro, fue el padre del también músico famoso Jenő Hubay.
Nació en el seno de una familia de alemanes étnicos suabos del Banato. Fue profesor de violín de la Academia de Música y director de la Orquesta del Teatro Nacional de la capital húngara.

## Obras destacadas
Compuso varias óperas, entre las que cabe citar:
- Las hijas de Szekler (1858).
- Alegres compañeros (1875).
- El beso del Rey (1875).
- El baile de la corte.